# دو گاردنیا
دو گاردنیا (اسپانیایی: Dos gardenias‎) یا دو گل گاردنیا نام یک ترانهٔ بولِـروی کوبایی است که در سال ۱۹۴۵ توسط آهنگساز و پیانیست کوبایی «ایسولینا کاریو» ساخته شد.
این ترانه که اینک یک آهنگِ معیار و مثال‌زدنی در موسیقیِ آمریکای لاتین شناخته می‌شود، در سال ۱۹۴۷ میلادی، به دنبال اجرای دانیل سانتوس بر روی تنظیمی از پرس پرادو شهرت بیشتری یافت.
سال‌ها بعد و با اجرای امارا پورتوئوندو به‌همراه بوئنا ویستا سوشیال کلاب، این ترانه شهرت بین‌المللی یافت.
شهرت این ترانهٔ در اسپانیا به‌واسطهٔ اجرای آنتونیو ماچین است.